# Neoarameo sureth
El Neoarameo sureth o sureth (en siríaco: ܣܘܪܝܬ, romanizado: sureth) es una lengua aramea moderna, refiriéndose a los dialectos del Neoarameo nororiental hablados por cristianos arameos que pertenecen a iglesias siríacas orientales. La mayoría de hablantes son arameos que pertenecen a la Iglesia asiria de oriente, caldea católica, y algunos de la siríaca ortodoxa y siríaca católica.
Los hablantes del idioma son nativos de Mesopotamia (oriental), desde el Tigris hacia el este, Hakkari en el sureste de Turquía, una gran área que se extiende desde la llanura de Urmia en el noroeste de Irán hasta las regiones de la llanura de Nínive, Erbil, Kirkuk y Duhok (Nohadra) en norte de Irak.
La inestabilidad política en Oriente Medio ha provocado una diáspora global de hablantes, la mayoría de los cuales residen ahora en Occidente. Los hablantes de sureth y otras variedades modernas del arameo son arameos étnicos que han logrado mantener viva su lengua durante más de 3000 años.
SIL distingue entre caldeo y ar como variedades del Sureth por motivos no lingüísticos. El suret es mutuamente inteligible con algunos dialectos hablados por judíos, como el Lishán Didán o Lishana Deni.
El término Sureth se utiliza en el artículo como un término general que se refiere a las variedades neoarameas cristianas del noreste habladas por los arameos.

## Historia

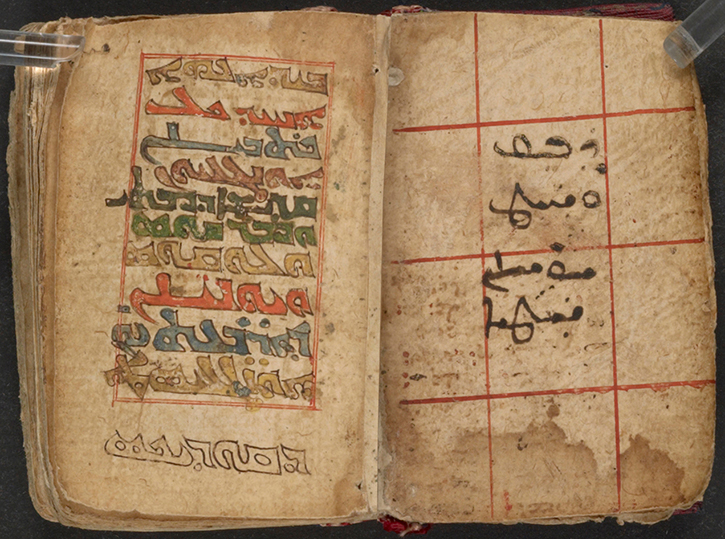
Un libro del Evangelio del siglo XVIII de la región de Urmía en Irán.

El neoarameo nororiental evolucionó a partir de variedades arameas orientales. El arameo tiene una historia registrada de hasta 3000 años. Sureth está fuertemente influenciado por el dialecto arameo (siríaco) de Urhay (Sanliurfa). El siríaco se convirtió en el idioma litúrgico de todas las iglesias siríacas en el siglo III d. C. El arameo fue el idioma dominante en Levante y Mesopotamia hasta que fue suplantado por el griego y el árabe.

### Tiempos modernos
Casi no hay hablantes de neoarameo del noreste en Turquía porque los arameos de Hakkari fueron perseguidos y exiliados de Turquía durante el genocidio sayfo. Un gran número de personas murieron, lo que provocó que disminuyera el número de hablantes. Los supervivientes huyeron a países vecinos como Irak e Irán y se unieron a otros arameos. Los hablantes de sureth que sobrevivieron al genocidio arameos y permanecieron en el este de Turquía emigraron en el siglo XX debido a la opresión y las crecientes tensiones entre el gobierno turco y el PKK kurdo.
Otros arameos emigraron de Irak en 1933 como resultado de las masacres de Simele y fundaron aldeas a lo largo del río Khabur en Siria. Antes del siglo XXI, la mayoría de los hablantes de Sureth vivían en Irak e Irán. Debido a la opresión y la persecución, la mayor cantidad de hablantes de Sureth en la actualidad se encuentran en los Estados Unidos y Australia. La mayoría de los hablantes de neoarameo del noreste que todavía se encuentran en la patria asiria/caldea/aramea hoy viven en Ankawa y las llanuras del Nínive en el norte de Irak.

## Dialectos
El término Sureth se utiliza como término general para las variantes neoarameas del noreste habladas por los cristianos arameos. Académicamente, estas variantes se clasifican como neoarameo del noreste. Los hablantes de sureth se refieren a su idioma con términos diferentes. Por ejemplo, los hablantes de Sureth utilizan términos (diferentes) como Suráy, Sôreth, Sûrat, Soorath, etc.
La variante hablada y la inteligibilidad mutua con otros hablantes pueden diferir de un pueblo a otro. Las variantes más grandes diferenciadas por región son las variantes cristianas neoarameas de Urmia, Hakkari y las llanuras de Nínive. Una de las variantes más conservadoras es el dialecto Qaraqosh (Bakhdida). Esta variante difiere de las variantes dialectales habladas en la misma región.
Hubo judíos que vivieron en la región y hablaban dialectos judeo-arameos, como el Lishán Didán o Lishanid Noshan, que a veces eran medianamente inteligibles con los dialectos hablados por cristianos.

### Agrupamiento
- Grupo irano
  - Urmía
  - Sopurghan (norte del Urmía)
  - Naghadeh (sur del Lago Urmía)
  - Salmas (noroeste del Lago Urmía)
  - Sanandaj
- Grupo turco
  - Nochiya
  - Jilu (oeste de Gawar y sur de Qodshanes)
  - Gawar (medio de Salmas y Van)
  - Dizen
  - Baz
  - Bajo Tyari
    - Ashita
    - Zawita
    - Halmon/Geramon
    - Mangesh

  - Alto Tyari
    - Walto

  - Alto Barwari
    - Qodshanes

  - Tkhuma
  - Tal
  - Lewin
  - Bohtan
- Grupo norte de irak (Llanuras de Nínive)
  -     - Tel Keppe
    - Alqosh
    - Batnaya
    - Bakhdida/Qaraqosh
    - Tesqopa
    - Zakho
    - Araden

  - Lower Barwari 
    - Dooreh
    - Hayes

## Alfabeto
El neoarameo nororiental está escrito en caracteres siríacos orientales. Esta escritura se llama Madenhoyo (ܡܕܢܚܝܐ) en Turoyo, que significa "oriental". Otro nombre para la escritura es Swodoyo (ܣܘܕܝܐ), que se traduce como "conversacional" o "contemporáneo", lo que refleja su uso en la escritura aramea moderna. El guion fue desarrollado sobre la base de Estrangelo y muestra grandes similitudes. Estrangelo es la forma más antigua y clásica de escritura siríaca. El arameo se escribe y lee de derecha a izquierda.
El alfabeto siríaco es una sistema de escritura utilizado principalmente para escribir el idioma siríaco desde el siglo I d.C.